# 2210 Lois
2210 Lois este un asteroid din centura principală, descoperit pe 24 septembrie 1960 de PLS.